# Eckhard Rohrmann
Eckhard Rohrmann (* 16. Juni 1956 in Bielefeld) ist ein deutscher Erziehungswissenschaftler.

## Leben
Von 1977 bis 1982 studierte er Erziehungswissenschaft, Soziologie, Psychologie und evangelische Theologie an der Universität Dortmund. Dort promovierte er 1987 mit einer Dissertation über gesellschaftliche Reaktionen auf Armut und Wohnungslosigkeit und ihre Bedeutung für die Entstehung und Aufrechterhaltung von „Nichtseßhaftigkeit“. Von 1978 bis 1992 war Rohrmann neben-, seit 1983 hauptamtlich in der Wohnungslosenhilfe, in ambulanten Diensten für Behinderte sowie als Referent für Aus- und Fortbildung beim LV Hessen der Lebenshilfe für Geistigbehinderte e. V. tätig. Von 1990 bis 1992 war er Gastdozent an der Pädagogischen Hochschule Halle. Von 1992 bis 1995 war er Professor für Heil- und Sonderpädagogik an der EvH RWL. Von 1995 bis 2022 war er Professor für Inklusion und Exklusion am Institut für Erziehungswissenschaft im Bereich Sozial- und Rehabilitationspädagogik an der Philipps-Universität Marburg. Seit 2022 ist Rohrmann im Ruhestand.
Rohrmann arbeitete unter anderem an Forschungsprojekten über die Fehlplatzierung behinderter Menschen in Altenheimen, Mythen und Realitäten des Anders-Seins sowie Leben und Werk von Édouard Séguin.
Rohrmann kandidierte als unabhängiger Kandidat für die Partei Die Linke zur Wahl zum Marburger Kreistag und zur Stadtverordnetenversammlung.

## Schriften (Auswahl)
- Ohne Arbeit – ohne Wohnung. Wie Arme zu „Nichtsesshaften“ werden. Heidelberg 1987, ISBN 3-89149-133-6.
- als Herausgeber: Mehr Ungleichheit für alle. Fakten, Analysen und Berichte zur sozialen Lage der Republik am Anfang des 21. Jahrhunderts. Heidelberg 2001, ISBN 3-8253-8286-9.
- als Herausgeber mit Gisela Hermes: Nichts über uns – ohne uns! Disability studies als neuer Ansatz emanzipatorischer und interdisziplinärer Forschung über Behinderung. AG-SPAK-Bücher, Neu-Ulm 2006, ISBN 978-3-930830-71-8

- Mythen und Realitäten des Anders-Seins. Gesellschaftliche Konstruktionen seit der frühen Neuzeit. Wiesbaden 2011, ISBN 978-3-531-16825-8.
- als Herausgeber: Aus der Geschichte lernen, Zukunft zu gestalten. Inklusive Bildung und Erziehung in Vergangenheit, Gegenwart und Zukunft. Marburg 2013, ISBN 978-3-8288-3241-1.